# Abigail (gruppo musicale)
Gli Abigail sono un gruppo black/thrash metal giapponese formato nel 1992 a Tokyo. La band è meglio nota per essere il side-project di Yasuyuki Suzuki, ex-bassista del celebre gruppo black metal Sigh.

## Storia
Hanno una discografia estremamente vasta, composta soprattutto da numerosi split dovuti a collaborazioni tra diverse band dell'underground giapponese.
Definiscono il loro stile musicale "Street Metal", unendo black metal e thrash metal, e proponendo come risultato finale un genere violento, grezzo, aggressivo e distorto, tipico della prima ondata del black metal.

## Formazione

### Formazione attuale
- Yasuyuki Suzuki - voce, chitarra, basso
- Youhei - batteria

### Ex componenti
- Yasunori - chitarra
- Asuka - chitarra

### Turnisti
- Shinichi Ishikawa - chitarra
- Jero - chitarra

## Discografia

### Album in studio
- 1996 - Intercourse and Lust
- 2003 - Forever Street Metal Bitch
- 2004 - Fucking Louder than Hell
- 2005 - Ultimate Unholy Death
- 2009 - Sweet Baby Metal Slut

#### Split
- 1995 - Screaming for Grace / Abigail
- 2001 - The Bulldozer Armageddon Vol. 2
- 2002 - Witchburner / Abigail
- 2002 - Sexual Metal Holocaust
- 2003 - Kamikaze Splitting Roar
- 2003 - Alkoholik Metal Blasphemers
- 2004 - Evilized Japan
- 2005 - Outbreak of Evil Vol. 2
- 2005 - Hexenkreis / Live in Germany 2004
- 2006 - Satan's Revenge Live!!!
- 2006 - Tribute to ACID
- 2006 - Morbid Upheaval / Abigail
- 2007 - A Celtic / Japanese Alliance
- 2007 - Apocalyptic Ningtmare Continues
- 2007 - Street War Metal Kommand
- 2007 - Speed Metal Motherfuckers
- 2007 - Street Metal Alcoholocaust
- 2008 - Speed n' Spikes Vol. III
- 2008 - The Eastern Desekratorz
- 2008 - Holocaustik Metal Sexxxekution Whoreslaughters
- 2008 - Apocalyptic Necroholocaust
- 2009 - Syphilitic Vaginas / Abigail
- 2009 - Raw Black Thrashing Madness
- 2009 - Satan Plays Speed Metal
- 2010 - Nuke n Puke (Tour 2010 Edition)
- 2010 - Farewell to Metal Slut
- 2010 - Thrash Metal Superstars
- 2010 - United Alkoholic Speed War Metal
- 2010 - Pictavian Samurais
- 2011 - Reaper's Night
- 2011 - Camlann/Retaliation/Abigail
- 2011 - Drink Beer. Listen Hell Metal!

### Album dal vivo
- 2003 - The Gig of Wrath
- 2003 - Diabolical Nights of Infernal Desecration
- 2004 - Spell of the Pentagram
- 2005 - Possession Demoniaca
- 2005 - Alive... In Italy
- 2006 - Alive... In Thailand
- 2006 - Alive... In USA
- 2008 - Far East Necromancers
- 2008 - Alive... In Singapore
- 2009 - Alive... In Tokyo
- 2009 - Alive In... Osaka
- 2010 - Alive In... Germany
- 2010 - Alive... In Tokyo Part 2

### Raccolte
- 2005 - Abigail Loves Ilona, as She is the Very Best
- 2007 - The Early Black Years (1992-1995)
- 2009 - The Best Of Black Metal Yakuza
- 2011 - The Lord of Satan

### EP
- 1995 - Descending from a Blackend Sky
- 2001 - Welcome All Hell Fuckers
- 2005 - Eastern Force of Evil
- 2007 - Abigail's Tribute To NME
- 2009 - Live 2002
- 2010 - Tribute to Gorgon

### Demo
- 1993 - Demo 1
- 1993 - Blasphemy Night
- 1995 - Promo 1995

### Singoli
- 1996 - Confound Eternal

## Videografia
- 2008 - Kamikaze Metal Attack Over Finland